# Julie Christie
Pour les articles homonymes, voir Christie.
Julie Christie est une actrice britannique, née le 14 avril 1940 à Chabua, dans la région d'Assam, en Inde britannique.
Elle devient une icône de mode et reste une des figures marquantes du « Swinging London » des années 1960. Elle est révélée au cinéma dans Billy le menteur (1963). Elle s'est fait connaître sur le plan international grâce à son interprétation dans Darling chérie (1965), pour lequel elle remporte l'Oscar de la meilleure actrice, et surtout dans Le Docteur Jivago (1965), le 8e plus grand succès de tous les temps après correction de l'inflation. Elle a continué à recevoir des nominations aux Oscars, pour John McCabe (1971), L'Amour... et après (1997) et Loin d'elle (2007).
Christie est également connue dans les années 1970 pour figurer dans le film de science-fiction Fahrenheit 451 (1966) de François Truffaut, le drame paysan historique Loin de la foule déchaînée (1967) de John Schlesinger, et la comédie dramatique américaine Petulia (1968) de Richard Lester. Elle revient en Angleterre pour le drame historique Le Messager (1971) de Joseph Losey qui remporte la Palme d'or au Festival de Cannes 1971. Elle part ensuite pour Venise pour tourner le giallo Ne vous retournez pas (1973) de Nicolas Roeg et retourne aux États-Unis pour la comédie Shampoo (1975) de Hal Ashby et le film fantastique Le ciel peut attendre (1978) de Warren Beatty. Des années plus tard, elle sera également remarquée dans Hamlet (1996) ainsi que pour ses seconds rôles dans les superproductions Neverland (2004), Troie (2004) ou Harry Potter et le Prisonnier d'Azkaban (2004).
Christie a reçu un Oscar, un BAFTA, un Golden Globe et un Screen Actors Guild Award. Elle a joué dans six films classés parmi les 100 meilleurs films britanniques du XXe siècle de l'Institut du cinéma britannique et a reçu en 1997 le BAFTA d'honneur pour l'ensemble de sa carrière.

## Biographie

### Jeunesse
Julie Frances Christie est née le 14 avril 1940, dans une plantation de thé, le Singlijan Tea Estate, à Chabua, dans la région de l'Assam, en Inde britannique. Sa mère, Rosemary (née Ramsden), est une artiste peintre d'origine galloise, et son père, Francis « Frank » St John Christie, dirigeait la plantation de thé où elle a grandi. Elle a un frère cadet, Clive, et une demi-sœur plus âgée (décédée), June, issus de la relation de son père avec une cueilleuse de thé indienne ayant travaillé dans la plantation. À l'âge de six ans, elle est envoyée chez une mère adoptive afin de pouvoir fréquenter un couvent en Angleterre. Ses parents se séparent lorsque Julie est enfant et, après leur divorce, elle passe du temps avec sa mère dans la campagne du Pays de Galles.
Elle est baptisée dans l'Église d'Angleterre et fait ses études dans le couvent de Notre-Dame (Convent of Our Lady school), un pensionnat catholique de St Leonards-on-Sea, dans le Sussex de l'Est, après avoir été renvoyée d'une autre école conventuelle pour avoir raconté une blague osée qui a touché un public plus large qu'elle ne l'avait prévu. Après avoir été invitée à quitter le couvent de Notre-Dame, elle a fréquenté la Wycombe Court School de High Wycombe, dans le Buckinghamshire, où elle vit avec une mère adoptive à partir de l'âge de six ans. À l'école de Wycombe, elle a joué le rôle du dauphin Charles dans la pièce Sainte Jeanne de George Bernard Shaw. Elle se rend à Paris à 16 ans pour terminer sa scolarité et apprendre le français avant de tenir un poste de lecteur d'anglais au lycée Marie-Curie de Tarbes. Elle retourne ensuite en Angleterre et étudie à la Central School of Speech and Drama de Londres,.

### Carrière

#### Années 1960
Julie Christie fait ses débuts professionnels sur scène en 1957, dans des rôles à l'écran et à la télévision britannique. C'est dans la série A for Andromeda (en) (1961) sur la BBC qu'elle se fait remarquer le plus tôt. En lice pour le rôle de Honey Rider dans le premier film de la série des James Bond — James Bond 007 contre Dr No sorti en 1962 —, elle est récusée par le producteur Albert R. Broccoli au motif qu'elle a une poitrine trop petite.,
Christie a joué dans deux comédies pour Independent Artists : Ma douce tigresse (1962) et La Merveilleuse Anglaise (1962). Son rôle le plus marquant est celui de Liz, l'amie et la maîtresse potentielle du personnage éponyme joué par Tom Courtenay dans Billy le menteur (1963), pour lequel elle est nommée aux BAFTA. Le réalisateur John Schlesinger n'a choisi Christie qu'après qu'une autre actrice, Topsy Jane, eut abandonné le projet,. Sur l'impulsion du Vogue britannique, elle est immédiatement promue au rang d’égérie de la mode, le magazine la décrivant comme « l'une des meilleures choses dans le film ». Christie a joué le rôle de Daisy Battles dans Le Jeune Cassidy (1965), un film biographique du dramaturge irlandais Seán O'Casey, coréalisé par Jack Cardiff et John Ford (non crédité).
Son rôle de mannequin amoral dans Darling chérie (1965) permet à Christie de se faire connaître internationalement ; il inspire également le chanteur Tony Christie à prendre le nom de scène de Christie. Le film est réalisé par Schlesinger, avec Dirk Bogarde et Laurence Harvey ; Christie n'a obtenu le rôle principal que sur l'insistance de Schlesinger, le studio ayant voulu Shirley MacLaine à sa place. Elle reçoit l'Oscar de la meilleure actrice et le BAFTA de la meilleure actrice britannique dans un rôle principal pour son interprétation.
Dans Le Docteur Jivago (1965) de David Lean, adapté du roman épique et romantique de l'écrivain russe Boris Pasternak, le rôle de Christie, l'infirmière bolchévique Lara Antipova, est devenu son rôle le plus connu,. Le film a été un succès phénomène dans le monde entier. En 2022, Le Docteur Jivago est le 8e film le plus rentable de tous les temps dans le monde, après correction de l'inflation, le 1er plus gros succès de tous les temps en Italie avec 22,9 millions d'entrées, et le 35e plus gros succès en France avec 9,8 millions d'entrées. Son style et sa garde-robe dans ce film influencent l'époque. Le magazine Life baptise l'année 1965 comme « l'année de Julie Christie » et deux ans plus tard souligne que « ce que porte Julie Christie a plus d'impact sur la mode que tous les vêtements des dix femmes les mieux habillées au monde »..
Dans les années qui suivent, Julie Christie travaille beaucoup. Son cachet par film avoisine alors les 400 000 $. Après un double rôle dans l'adaptation par François Truffaut du roman de Ray Bradbury, le film de science-fiction dystopique Fahrenheit 451 (1966), où elle côtoie Oskar Werner, elle incarne Bathsheba Everdene, l'héroïne de Thomas Hardy, dans l'Angleterre victorienne et rurale de Loin de la foule déchaînée (1967) de Schlesinger. Après avoir déménagé à Los Angeles en 1967 (« J'y étais à cause d'un tas de petits amis américains »), elle apparaît dans le rôle-titre de Petulia (1968) de Richard Lester, aux côtés de George C. Scott. L'image de Christie en tant que figure des Swinging Sixties britannique qu'elle avait incarnée dans Billy le menteur et Darling chérie a été renforcée par son apparition dans le documentaire Tonite Let's All Make Love in London (litt. « Ce soir, faisons tous l'amour à Londres ») sorti en 1967 et réalisé par Peter Whitehead.

#### Années 1970

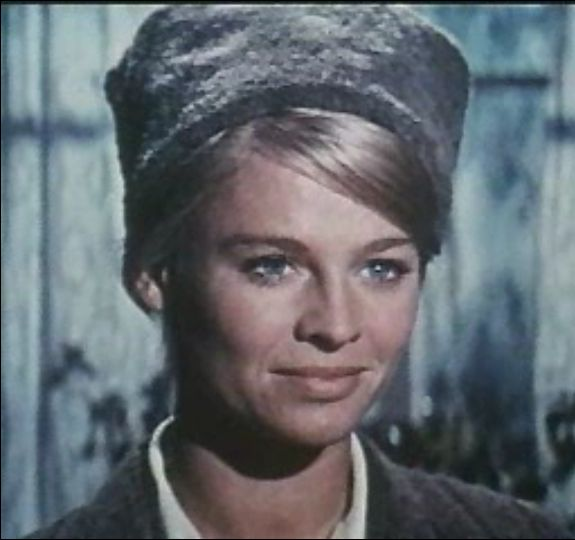
Julie Christie dans Le Docteur Jivago (1965).

Dans le drame historique et romantique Le Messager (1971) de Joseph Losey, Christie tient le rôle principal aux côtés d'Alan Bates. Le film remporte la Palme d'or du Festival de Cannes 1971. Elle a obtenu une deuxième nomination à l'Oscar de la meilleure actrice pour son rôle de tenancière de bordel dans le western postmoderne John McCabe (1971) de Robert Altman. Le film a été la première des trois collaborations entre Christie et Warren Beatty, qui l'a décrite comme « la personne la plus belle et en même temps la plus nerveuse que j'aie jamais connue ». Le couple a eu une relation très médiatisée mais dilettante entre 1967 et 1974. Après la fin de leur relation, ils ont retravaillé ensemble dans les comédies Shampoo (1975) et Le ciel peut attendre (1978).
Ses autres films au cours de la décennie sont le giallo britanno-italien tourné à Venise Ne vous retournez pas (1973) de Nicolas Roeg, inspiré d'une histoire de Daphné du Maurier, dans lequel elle partage l'affiche avec Donald Sutherland, et le film de science-fiction horrifique Génération Proteus (1977), inspiré du roman éponyme de Dean Koontz et réalisé par Donald Cammell. Ne vous retournez pas en particulier a été plébiscité, Christie ayant été nommée pour le BAFTA de la meilleure actrice dans un rôle principal, et en 2017, un sondage de 150 acteurs, réalisateurs, écrivains, producteurs et critiques pour le magazine Time Out l'a classé comme le plus grand film britannique de tous les temps. Selon le critique français Olivier Père : « À l’époque de sa sortie, Ne vous retournez pas retint surtout l’attention en raison d’une scène d’amour jugée particulièrement réaliste. Entièrement construite sur des effets de montage, qui mélangent les étapes successives d’une relation sexuelle banale, c’est aujourd’hui l’élément le plus daté du film. En revanche, Ne vous retournez pas est passionnant parce qu’il mêle des influences d’horizons divers, sorte de synthèse entre un cinéma intellectuel et un autre plus trivial. Il apparaît clairement que Roeg, petit héritier de la modernité des années 60, voudrait être comparé à Alain Resnais dans son approche cinématographique du temps, du deuil et de la mémoire. D’un autre côté, le cinéaste britannique débarqué en Italie pour y réaliser un giallo, sous-genre typiquement transalpin mêlant sadisme, fantastique et enquête policière, a sans doute vu les films de Mario Bava et quelques autres avant de commencer le sien »
Christie retourne au Royaume-Uni en 1977, vivant dans une ferme au Pays de Galles. N'ayant jamais été une actrice prolifique, même au sommet de sa carrière, Christie refuse de nombreux rôles de premier plan, notamment dans Anne des mille jours, On achève bien les chevaux, Nicolas et Alexandra et Reds sur la Révolution russe, qui valent tous des nominations aux Oscars aux actrices qui les interprètent finalement.
Elle fait partie du jury international lors de la Berlinale 1979. La projection du film Voyage au bout de l'enfer y fait scandale, relativement à la guerre du Viêt Nam. Jugé insultant vis-à-vis des Vietnamiens, le film provoque le départ de la délégation soviétique et d'autres pays socialistes. Julie Christie abonde dans leur sens et estime que le film est raciste et « décrit comme une populace étrangère subhumaine le peuple d’un petit pays (opposé) à un envahisseur doté de moyens énormes… »,.

#### Années 1980-1990

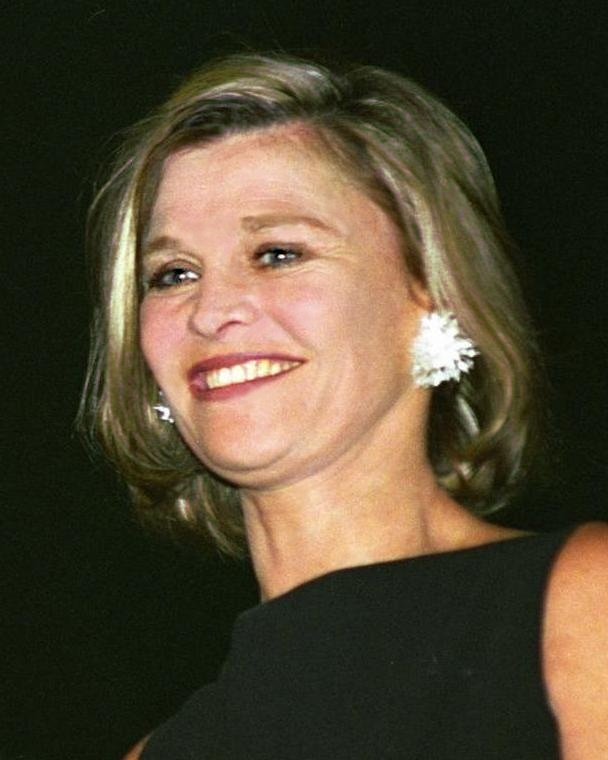
Julie Christie en 1997 à Guadalajara.

Dans les années 1980, Christie apparaît dans des films non grand public tels que Le Retour du soldat (1982) situé durant la Première Guerre mondiale et Chaleur et Poussière (1983) dans l'Inde britannique des années 1920 et l'Inde indépendante des années 1980. Elle a tenu un rôle secondaire important dans Les Coulisses du pouvoir (1986) de Sidney Lumet, aux côtés de Richard Gere et Gene Hackman, mais à part cela, elle a évité les films à gros budget. Elle joue un petit rôle aux côtés de Jean Carmet, Patrick Bruel, Amidou et Ben Gazzara dans Champagne amer (1986) de Ridha Béhi, mais sa sortie passera inaperçu, d'abord directement en vidéo, puis en salles en 1994. Elle participe au téléfilm inspiré de faits réels Dernier Voyage en Malaisie (1988), dans le rôle de Barbara qui se bat désespérément pour sauver son fils Barlow de la pendaison pour trafic de drogue en Malaisie.
Après son rôle dans le film franco-britannique Fahrenheit 451 de François Truffaut, Christie revient au cinéma français avec Les Quarantièmes rugissants (1982) de Christian de Chalonge, dans le rôle de Catherine Dantec qui attend au Finistère avec inquiétude le retour de son mari navigateur en solitaire (Jacques Perrin). Ce dernier se dira peu satisfait du film, fait « cahin-caha, sans harmonie », malgré la présence de Julie Christie « une formidable actrice ».
Après une longue absence des écrans, Christie participe au film d'aventure fantastique Cœur de dragon (1996), et apparaît dans le rôle de la reine Gertrude dans Hamlet (1996) de Kenneth Branagh. Son rôle suivant, plébiscité par la critique, est celui de l'épouse malheureuse dans la comédie dramatique L'Amour... et après (1997) d'Alan Rudolph, avec Nick Nolte, Jonny Lee Miller et Lara Flynn Boyle. Christie a été nommée pour la troisième fois aux Oscars pour son rôle. Ayant joué dans six films classés par le Institut du cinéma britannique parmi les 100 plus grands films britanniques du XXe siècle, Christie a reçu en 1997 la plus haute distinction de la BAFTA, le prix d'honneur de la « camaraderie » (Fellowship), en reconnaissance de sa contribution au cinéma britannique,. En 1994, elle a reçu le titre de docteur ès lettres de l'université de Warwick.

#### XXIesiècle
En 2001, Christie incarne une éminente égyptologue anglaise dans Belphégor, le fantôme du Louvre de Jean-Paul Salomé aux côtés de Sophie Marceau, Frédéric Diefenthal et Michel Serrault. Le film enregistre 3 228 795 entrées en Europe malgré des critiques globalement très négatives, qui jugeait que le film abusait des effets spéciaux et était d'une piètre qualité. En 2002, Christie est à l'affiche de Snapshots dans lequel un hippie vieillissant (Burt Reynolds) et une belle jeune femme (Carmen Chaplin) se rencontrent à Amsterdam et trouvent l'amour. L'histoire entre Chaplin et Reynolds reflète la relation entre Reynolds et le personnage de Christie dans leur vie antérieure, qui est racontée sous forme de flashbacks.
En 2002, Julie Christie signe l'appel contre l'hégémonie américaine et la guerre contre l'Irak et en solidarité avec la Palestine à l'occasion de la Conférence anti-guerre du Caire (en).
Christie a fait une brève apparition dans le troisième film de Harry Potter, Harry Potter et le Prisonnier d'Azkaban (2004), dans le rôle de Madame Rosmerta. À la même époque, elle a également joué dans deux autres films très médiatisés : Troie (2004) de Wolfgang Petersen et Neverland (2004) de Marc Forster, dans lesquels elle joue la mère de Brad Pitt (Thétis) et de Kate Winslet (Emma du Maurier), respectivement. Cette dernière prestation a valu à Christie une nomination au BAFTA de la meilleure actrice dans un second rôle.
Christie a joué le rôle principal dans Loin d'elle (2006), un film sur un couple canadien marié depuis longtemps et confronté à la maladie d'Alzheimer de la femme. Inspiré par la nouvelle L'ours traversa la montagne d'Alice Munro, le film est le premier long métrage réalisé par l'actrice canadienne Sarah Polley, dont Christie a déjà été la co-vedette. Elle a accepté le rôle, dit-elle, uniquement parce que Polley est son amie. Polley a déclaré que Christie avait aimé le scénario mais qu'elle l'avait d'abord refusé parce qu'elle était ambivalente à propos du métier d'actrice. Il a fallu plusieurs mois de persuasion de la part de Polley pour que Christie accepte finalement le rôle.

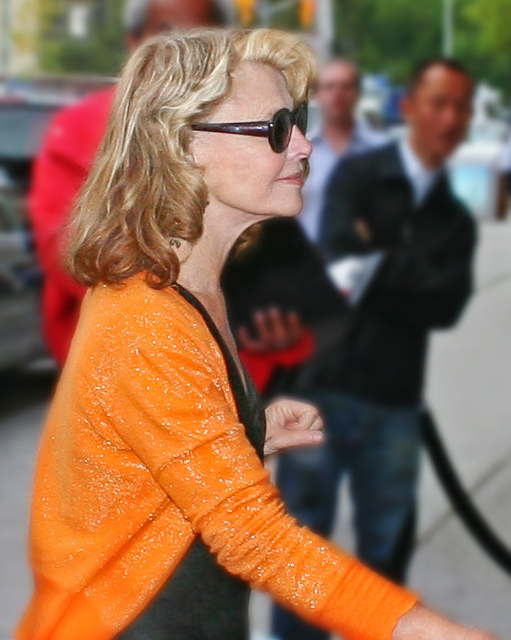
Au Festival international du film de Toronto 2006.

En juillet 2006, elle est membre du jury du 28e Festival international du film de Moscou au cours duquel le film suédois Om Sara (sv) est récompensé. Présenté pour la première fois au Festival international du film de Toronto le 11 septembre 2006 dans le cadre du Gala du TIFF, Loin d'elle reçoit des critiques élogieuses de la part de la presse spécialisée, dont The Hollywood Reporter, et des quatre quotidiens torontois. Les critiques ont souligné son interprétation ainsi que celle de son partenaire, l'acteur canadien Gordon Pinsent, et la mise en scène de Polley. L'interprétation de Christie a suscité un engouement pour les Oscars, ce qui a conduit le distributeur, Lions Gate Entertainment, à acheter le film au festival pour le sortir en 2007 afin de renforcer l'engouement pendant la saison des prix.
Le 5 décembre 2007, elle remporte le prix de la meilleure actrice décerné par le National Board of Review pour son interprétation dans Loin d'elle, le Golden Globe de la meilleure actrice dans un film dramatique, le Screen Actors Guild Award de la meilleure actrice et le prix Génie de la meilleure actrice pour le même film. Le 22 janvier 2008, Christie est nommée pour la quatrième fois à l'Oscar de la meilleure actrice dans un rôle principal lors de la 80e cérémonie des Oscars. Elle est apparue à la cérémonie portant un pin's appelant à la fermeture de la prison de Guantanamo.
Christie a fait le commentaire en voix hors champ d'Uncontacted Tribes (2008), un court métrage pour l'organisation non grouvernementale britannique Survival International, qui présente des images inédites de peuples éloignés et menacés ; elle soutient depuis longtemps cette ONG et, en février 2008, a été nommée sa première « ambassadrice » ; elle est apparue dans un segment du film New York, I Love You (également 2008), écrit par Anthony Minghella et réalisé par Shekhar Kapur, avec Shia LaBeouf comme partenaire de jeu, ainsi que dans 1939 (2009), qui raconte l'histoire d'une famille britannique au début de la Seconde Guerre mondiale.
Christie a joué une version « aguichante et bohème » du rôle de la grand-mère dans la réinterprétation gothique du Chaperon rouge de Catherine Hardwicke (2011). L'année suivante, elle est à l'affiche du thriller politique Sous surveillance (2012), où elle a partagé la vedette avec Robert Redford et Sam Elliott. En 2017, elle prête sa voix à Christine âgée dans la comédie rurale d'Isabel Coixet The Bookshop.

### Vie privée
En plus de l'anglais, elle parle couramment le français et l'italien.
Au début des années 1960, Christie sort avec l'acteur Terence Stamp,. Elle vit avec Don Bessant, lithographe et professeur d'art, de décembre 1962 à mai 1967, avant de sortir avec l'acteur Warren Beatty pendant sept ans (1967-1974). Christie a également eu des relations amoureuses avec le musicien Brian Eno, le producteur de disques Lou Adler, le réalisateur Jim McBride et le photographe Terry O'Neill,.
Christie s'est mariée au journaliste Duncan Campbell ; ils vivent ensemble depuis 1979, mais la date de leur mariage est contestée. En janvier 2008, plusieurs médias ont rapporté que le couple s'était discrètement marié en Inde deux mois plus tôt, en novembre 2007, ce que Christie a qualifié d'« absurdité », ajoutant : « Je suis mariée depuis quelques années. Ne croyez pas ce que vous lisez dans les journaux ».
À la fin des années 1960, ses conseillers adoptent un stratagème très complexe pour tenter de réduire ses obligations fiscales, ce qui donne lieu à l'affaire Black Nominees Ltd v Nicol (Inspector of Taxes). L'affaire a été entendue par le juge Sydney Templeman (qui est devenu plus tard Lord Templeman), qui a rendu un jugement en faveur de l'administration fiscale, estimant que le stratagème était inopérant.
Elle est active dans diverses causes, notamment les droits des animaux, la protection de l'environnement et le mouvement antinucléaire. Elle est présidente d'honneur de la Campagne de solidarité avec la Palestine (Palestine Solidarity Campaign), de Reprieve et de l'organisation caritative Action for ME de lutte contre la encéphalomyélite myalgique. Christie est végétarienne.

## Filmographie
- 1961 : A for Andromeda (en) (série télévisée, 6 épisodes)
- 1962 : Ma douce tigresse (Crooks Anonymous) de Ken Annakin : Babette La Verne
- 1962 : La Merveilleuse Anglaise (The Fast Lady) de Ken Annakin : Claire Chingford
- 1963 : Billy le menteur (Billy Liar) de John Schlesinger : Liz, la seule fille qui comprend Billy
- 1963 : Le Saint (The Saint) (série télévisée, épisode Judith) : Judith
- 1965 : Darling chérie (Darling) de John Schlesinger : Diana Scott
- 1965 : Le Jeune Cassidy (Young Cassidy) de Jack Cardiff et John Ford : Daisy Battles
- 1965 : Le Docteur Jivago (Doctor Zhivago) de David Lean : Larissa Antipova (« Lara »)
- 1966 : Fahrenheit 451 de François Truffaut : Clarisse / Linda Montag
- 1967 : Loin de la foule déchaînée (Far from the Madding Crowd) de John Schlesinger : Bathsheba Everdene
- 1967 : Tonite Let's All Make Love in London de Peter Whitehead : elle-même
- 1968 : Petulia de Richard Lester : Petulia Danner
- 1970 : À la recherche de Grégory (In Search of Gregory) de Peter Wood (en) : Catherine Morelli
- 1970 : John McCabe (McCabe & Mrs. Miller) de Robert Altman : Constance Miller
- 1970 : Le Messager (The Go-Between) de Joseph Losey : Marian - Lady Trimingham
- 1973 : Ne vous retournez pas (Don't Look Now) de Nicolas Roeg : Laura Baxter
- 1975 : Shampoo de Hal Ashby : Jackie Shawn
- 1975 : Nashville de Robert Altman : elle-même
- 1977 : Génération Proteus (Demon Seed) de Donald Cammell : Susan Harris
- 1978 : Le ciel peut attendre (Heaven Can Wait) de Warren Beatty : Betty Logan
- 1981 : Mémoires d'une survivante (Memoirs of a Survivor) de David Gladwell : ‘D’
- 1982 : Les Quarantièmes rugissants de Christian de Chalonge : Catherine Dantec
- 1982 : Le Retour du soldat (The Return of the Soldier) d'Alan Bridges : Kitty Baldry
- 1983 : Chaleur et Poussière (Heat and Dust) de James Ivory : Anne
- 1983 : The Gold Diggers de Sally Potter : Ruby
- 1983 : Separate Tables (téléfilm) de John Schlesinger
- 1986 : Miss Mary de María Luisa Bemberg
- 1986 : Les Coulisses du pouvoir (Power) de Sidney Lumet : Ellen Freeman
- 1987 : Yilmaz Guney: His Life, His Films de Jane Cousins-Mills (apparition dans un documentaire)
- 1987 : Les Liens du sang (Väter und Söhne - Eine deutsche Tragödie) de Bernhard Sinkel : Charlotte Deutz
- 1988 : Dernier Voyage en Malaisie (Dadah Is Death) de Jerry London : Barbara Barlow
- 1989 : Champagne amer de Ridha Béhi : Betty Rivière
- 1990 : Fools of Fortune de Pat O'Connor : Mrs Quinton
- 1992 : The Railway Station Man (en) (téléfilm) de Michael Whyte
- 1996 : Hamlet de Kenneth Branagh : Gertrude, la reine
- 1996 : Cœur de dragon (Dragonheart) de Rob Cohen : la reine Aislinn
- 1997 : L'Amour... et après (Afterglow) d'Alan Rudolph : Phyllis Mann
- 2000 : Il était une fois Jésus (The Miracle Maker) de Derek Hayes et Stanislav Sokolov : Rachel
- 2001 : Belphégor, le fantôme du Louvre de Jean-Paul Salomé : Glenda Spender
- 2001 : No Such Thing de Hal Hartley : Dr Anna
- 2002 : Autour de Lucy (I'm with Lucy) de Jon Sherman : Dori, la mère de Lucy
- 2002 : Snapshots de Rudolf van den Berg : Nadine Bolton
- 2004 : Troie (Troy) de Wolfgang Petersen : Thétis
- 2004 : Harry Potter et le Prisonnier d'Azkaban (Harry Potter and the Prisoner of Azkaban) d'Alfonso Cuarón : madame Rosmerta
- 2004 : Neverland (Finding Neverland) de Marc Forster : Emma du Maurier
- 2005 : The Secret Life of Words d'Isabel Coixet : Inge
- 2007 : Loin d'elle (Away from Her) de Sarah Polley : Fiona Anderson
- 2009 : New York, I Love You (film collectif) : Isabelle Allen, la cantatrice au grand hôtel
- 2009 : 1939 (Glorious 39) de Stephen Poliakoff : Elizabeth, la tante d'Anne
- 2011 : Le Chaperon rouge (Red Riding Hood) de Catherine Hardwicke : Mère-Grand
- 2013 : Sous surveillance (The Company You Keep) de Robert Redford : Mimi Lurie
- 2018 : The Bookshop d'Isabel Coixet : La voix de Christine âgée (en VO)

## Théâtre
- 1964 : La Comédie des erreurs (The Comedy of Errors) de William Shakespeare au New York State Theatre
- 1973 : Oncle Vania (Дя́дя Ва́ня) d'Anton Tchekhov au Chichester Festival Theatre (et en tournée, Bath, Oxford, Richmond, et Guildford)
- 1997 : Suzanna Andler au Wyndham's Theatre & Theatre Clywd
- 1995 : C'était hier (Old Times) de Harold Pinter au Royal Court Theatre
- 2007 : Cries from the Heart au Royal Court Theatre

## Distinctions
En 1966, Julie Christie reçoit l'Oscar de la meilleure actrice pour Darling chérie. Elle sera de nouveau nommée aux Oscars pour les films John McCabe et L'Amour... et après.
En 2007, dans Loin d'elle, son interprétation d'une femme atteinte de la maladie d'Alzheimer lui vaut le National Board of Review Award de la meilleure actrice, puis elle remporte également le Golden Globe de la meilleure actrice dans un film dramatique, le Screen Actors Guild Award de la meilleure actrice et le prix Génie de la meilleure actrice. Le 22 janvier 2008, pour ce même film, elle est nommée aux Oscars pour la quatrième fois, mais la lauréate sera Marion Cotillard pour son incarnation d'Édith Piaf dans La Môme.

### Crédit d'auteurs
- (en) Cet article est partiellement ou en totalité issu de l’article de Wikipédia en anglais intitulé « Julie Christie » (voir la liste des auteurs).